# Trochosa lucasi
Trochosa lucasi là một loài nhện trong họ Lycosidae.
Loài này thuộc chi Trochosa. Trochosa lucasi được Carl Friedrich Roewer miêu tả năm 1951.